# Água Fria (Film)
Água Fria (zu dt.: Kaltes Wasser) ist ein Dokumentarfilm des portugiesischen Regisseurs Pedro Neves aus dem Jahr 2011.

## Handlung
Jedes Jahr im August kommen Tausende von Wallfahrern zur Verehrung des heiligen Bartholomäus an den Strand des nordportugiesischen Dorfes Mar. Die Prozession führt Menschen verschiedenen Alters und sozialer Herkunft für kurze Zeit zusammen. Neves nähert sich den Beweggründen der Pilger und es scheint so, als sei ihr Alltag nur die Wartezeit zwischen der jährlichen Wallfahrt.

## Rezeption
Der Film lief im Juni 2011 auf dem Filmfestival Curtas Vila do Conde 2011 und stand im Oktober 2011 im Wettbewerb beim Festival doclisboa.